# Río Shebelle

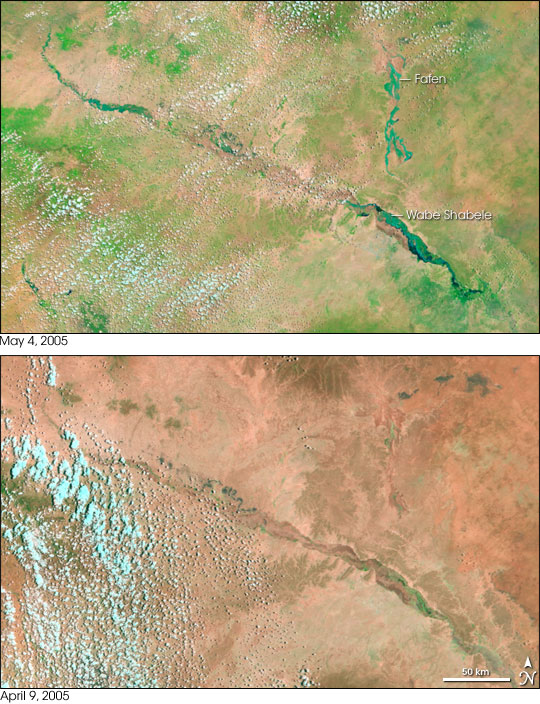
Imágenes de satélite mostrando el valle del Shebelle en Etiopía y el sur de Somalia antes (abajo) y durante (arriba) las inundaciones de 2005.

El río Shebelle (en somalí: Webi Shabeelle, que significa «río Leopardo/Tigre») es un importante río de África oriental que nace en el macizo etíope, y luego fluye en dirección sudeste, hacia Mogadiscio, ya en Somalia. Cerca de Mogadiscio gira bruscamente al sudoeste, donde sigue la costa. Por debajo de Mogadiscio, el río se convierte en estacional. La mayoría de los años el río se seca cerca de la desembocadura del río Juba, mientras que en las estaciones de fuertes precipitaciones el río llega incluso hasta el Juba y así al océano Índico. El río da su nombre a las regiones administrativas somalís del río Shabeelle, siendo Shabeellaha Dhexe y Shabeellaha Hoose.
El Shebelle tiene una longitud total de 2.526 km —de los que 1.290 km corresponden a Etiopía y 1.236 km a Somalia— y drena una amplia cuenca de 336.604 km².
El río tiene varios afluentes importantes: en Etiopía, los ríos Maribo, Ulul, Hadida, Siyanan, Ungwata, Ramis, Errer y Daketa; y en Somalía, los estacionales Galetti y Wabe. El río Fafen no llega al Shebelle más que en épocas de inundaciones, ya que en estaciones normales se seca antes. 
En el pasado, el área del río Shebelle estaba muy afectada por enfermedades transmitidas por moscas tse-tsé, pero parece que se han erradicado al menos en algunas partes del río Shebelle.